# Laurence Olivier Awards 1996
Die 20. Laurence Olivier Awards 1996 wurden von der Society of London Theatre vergeben, um herausragende Theater- und Musicalproduktionen zu würdigen. Ausgezeichnet wurden Produktionen der Theatersaison 1995/96.

## Hintergrund
Der Laurence Olivier Award (auch Olivier Award) ist ein seit 1976 jährlich vergebener britischer Theater- und Musicalpreis. Er gilt als höchste Auszeichnung im britischen Theater und ist vergleichbar mit dem Tony Award am amerikanischen Broadway. Verliehen wird die Auszeichnung von der Society of London Theatre. Ausgezeichnet werden herausragende Darsteller und Produktionen einer Theatersaison, die im Londoner West End zu sehen waren. Die Auszeichnungen hießen zunächst Society of West End Theatre Awards und wurden 1985 zu Ehren des renommierten britischen Schauspielers Laurence Olivier in Laurence Olivier Awards umbenannt. Die Nominierten und Gewinner der Laurence Olivier Awards „werden jedes Jahr von einer Gruppe angesehener Theaterfachleute, Theaterkoryphäen und Mitgliedern des Publikums ausgewählt, die wegen ihrer Leidenschaft für das Londoner Theater“ bekannt sind.

## Gewinner und Nominierte
| Bestes neues Theaterstück | Bestes neues Musical |
| --- | --- |
| - Skylight von David Hare – National Theatre Cottesloe / Wyndham’s Theatre - Pentecost von David Edgar – Royal Shakespeare Company im Young Vic Theatre - Taking Sides von Ronald Harwood – Criterion Theatre - The Steward of Christendom von Sebastian Barry – Royal Court Theatre | - Jolson – Victoria Palace Theatre - Fame – Cambridge Theatre - Hot Mikado – Queen’s Theatre - Mack and Mabel – Piccadilly Theatre <<bis hier>> |
| Beste neue Comedy | |
| - Mojo von Jez Butterworth – Royal Court Theatre - Communicating Doors von Alan Ayckbourn – Gielgud Theatre / Savoy Theatre - Funny Money von Ray Cooney – Playhouse Theatre | |
| Bester Darsteller Theaterstück | Beste Darstellerin Theaterstück |
| - Alex Jennings als Peer Gynt in Peer Gynt – Royal Shakespeare Company im Young Vic Theatre - Michael Gambon als Tom Sergeant in Skylight – National Theatre Cottesloe / Wyndham’s Theatre - Daniel Massey als Wilhelm Furtwängler in Taking Sides – Criterion Theatre - Donal McCann als Thomas Dunne in The Steward of Christendom – Royal Court Theatre | - Judi Dench als Christine Foskett in Absolute Hell – National Theatre Lyttelton - Diana Rigg als Mother Courage in Mother Courage and Her Children – National Theatre Olivier - Zoë Wanamaker als Amanda Wingfield in The Glass Menagerie – Donmar Warehouse / Comedy Theatre - Lia Williams als Kyra Hollis in Skylight – National Theatre Cottesloe / Wyndham’s Theatre                                                         |
| Bester Darsteller Musical | Beste Darstellerin Musical |
| - Adrian Lester als Robert in Company – Donmar Warehouse - Brian Conley als Al Jolson in Jolson – Victoria Palace Theatre - Ross Lehman als Koko in Hot Mikado – Queen’s Theatre - Clarke Peters als Nat King Cole in Unforgettable – Garrick Theatre | - Judi Dench als Desirée Armfeldt in A Little Night Music – National Theatre Olivier - Elizabeth Mansfield als Marie Lloyd in Marie – Fortune Theatre - Caroline O’Connor als Mabel Normand in Mack and Mabel – Piccadilly Theatre - Elaine Paige als Norma Desmond in Sunset Boulevard – Adelphi Theatre |
| Bester Nebendarsteller / Beste Nebendarstellerin Theaterstück | Bester Nebendarsteller / Beste Nebendarstellerin Musical |
| - Simon Russell Beale als Mosca in Volpone – National Theatre Olivier - Ben Chaplin als Tom Wingfield in The Glass Menagerie – Donmar Warehouse / Comedy Theatre - Geraldine McEwan als Lady Wishfort in The Way of the World – National Theatre Lyttelton - Claire Skinner als Laura Wingfield in The Glass Menagerie – Donmar Warehouse / Comedy Theatre | - Sheila Gish als Joanne in Company – Donmar Warehouse - John Bennett als Louis Epstein in Jolson – Victoria Palace Theatre - Siân Phillips als Madame Armfeldt in A Little Night Music – National Theatre Olivier - Sophie Thompson als Amy in Company – Donmar Warehouse |
| Bester Regisseur / Beste Regisseurin | Bester Choreograph / Beste Choreographin |
| - Sam Mendes für Company – Donmar Warehouse und The Glass Menagerie – Donmar Warehouse / Comedy Theatre - Richard Eyre für La Grande Magia – National Theatre Lyttelton und Skylight – National Theatre Cottesloe / Wyndham’s Theatre - Adrian Noble für A Midsummer Night’s Dream – Royal Shakespeare Company im Barbican Centre - Matthew Warchus für Henry V – Royal Shakespeare Company im Barbican Centre und Volpone – National Theatre Olivier | - Dein Perry für Tap Dogs – Sadler’s Wells Theatre - Lars Bethke für Fame – Cambridge Theatre - Wayne McGregor für A Little Night Music – National Theatre Olivier |
| Bester Bühnenbildner / Beste Bühnenbildnerin | Bester Kostümdesigner / Beste Kostümdesignerin |
| - John Napier für Burning Blue – Theatre Royal Haymarket - John Gunter für Absolute Hell – National Theatre Lyttelton, Skylight – National Theatre Cottesloe / Wyndham’s Theatre und Twelfth Night – Royal Shakespeare Company im Barbican Centre - Rob Howell für The Glass Menagerie – Donmar Warehouse / Comedy Theatre - Anthony Ward für A Midsummer Night’s Dream – Royal Shakespeare Company im Barbican Centre, La Grande Magia und The Way of the World – National Theatre Lyttelton                                                                                                 | - Anthony Ward für A Midsummer Night’s Dream – Royal Shakespeare Company im Barbican Centre, La Grande Magia und The Way of the World – National Theatre Lyttelton - Deirdre Clancy für Absolute Hell – National Theatre Lyttelton und Twelfth Night – Royal Shakespeare Company im Barbican Centre - Nicky Gillibrand für A Little Night Music – National Theatre Olivier - Richard Hudson für Volpone – National Theatre Olivier |
| Bester Lichtdesigner / Beste Lichtdesignerin | |
| - David Hersey für Burning Blue – Theatre Royal Haymarket, The Glass Menagerie – Donmar Warehouse / Comedy Theatre und Twelfth Night – Royal Shakespeare Company im Barbican Centre - Mark Henderson für Absolute Hell und La Grande Magia – National Theatre Lyttelton und Indian Ink – Aldwych Theatre - Peter Mumford für Mother Courage and Her Children, Volpone – National Theatre Olivier und Richard II – National Theatre Cottesloe - Chris Parry für A Midsummer Night’s Dream – Royal Shakespeare Company im Barbican Centre und The Way of the World – National Theatre Lyttelton | |
| Herausragende Leistungen Ballett | Beste neue Ballettproduktion |
| - Siobhan Davies für die Choreographie von The Art of Touch, Siobhan Davies Dance Company – Sadler’s Wells Theatre - Deborah Bull in Steptext, The Royal Ballet – Royal Opera House - Sylvie Guillem in Episodes, Béjart Ballet Lausanne – Sadler’s Wells Theatre - Marion Tait in Pillar of Fire, Birmingham Royal Ballet – Royal Opera House | - Swan Lake, Adventures in Motion Pictures – Sadler’s Wells Theatre - Saints and Shadows, Arc Dance Company – Sadler’s Wells Theatre - SH-BOOM, 10 Dancers Ensemble – Sadler’s Wells Theatre - Who Cares, Les Ballets de Monte Carlo – Sadler’s Wells Theatre |
| Herausragende Leistungen Oper | Beste neue Opernproduktion |
| - Bernard Haitink als Dirigent von Götterdämmerung und Siegfried, The Royal Opera – Royal Opera House - Jonathan Miller als Dirigent von Carmen, English National Opera – London Coliseum - Bryn Terfel in Salome, The Royal Opera – Royal Opera House - John Tomlinson in Billy Budd und Siegfried, The Royal Opera – Royal Opera House | - Billy Budd, The Royal Opera – Royal Opera House - A Midsummer Night’s Dream, English National Opera – London Coliseum - Salome, The Royal Opera – Royal Opera House - Siegfried, The Royal Opera – Royal Opera House |

## Sonderpreise
| Kategorie                         | Preisträger   |
| --------------------------------- | ------------- |
| Sonderpreis der Society of London | Harold Pinter |

## Statistik

### Mehrfache Nominierungen
- 6 Nominierungen: The Glass Menagerie
- 5 Nominierungen: Skylight
- 4 Nominierungen: A Little Night Music, A Midsummer Night’s Dream, Absolute Hell, Company, La Grande Magia, The Way of the World und Volpone
- 3 Nominierungen: Jolson, Siegfried und Twelfth Night
- 2 Nominierungen: Burning Blue, Fame, Hot Mikado, Mack and Mabel, Mother Courage and Her Children, Salome, Taking Sides und The Steward of Christendom

### Mehrfache Gewinne
- 3 Gewinne: Company
- 2 Gewinne: Burning Blue and The Glass Menagerie